# Jezioro Czarne (borowinowe)
Jezioro Czarne – jezioro o powierzchni 8,2 ha na terenie gminy Świeszyno (powiat koszaliński, województwo zachodniopomorskie).

## Charakterystyka
Usytuowane w kompleksie leśnym na wschód od Strzekęcina, otoczone torfowiskami. Położone jest na pokładach borowiny, która zabarwia wodę na charakterystyczny brązowy kolor.
Jezioro Czarne jest popularnym w okolicy kąpieliskiem i łowiskiem wędkarskim.